# Fritz Deinhard
Fritz Deinhard (* 11. Juni 1881 in Deidesheim; † 30. April 1956 in Jerusalem) war ein deutscher Cellist und Konzertmeister.

## Leben

### Herkunft und Familie
Fritz Deinhard gehörte der bekannten Kaufmannsdynastie Deinhard an. Sein Großvater Friedrich Deinhard verließ den Stammsitz Koblenz und begründete 1848 in Deidesheim ein eigenes Weingut.
Fritz Deinhard war zweimal verheiratet. Er hatte zwei Kinder aus erster Ehe. 1948 heiratete er seine langjährige Lebenspartnerin Hanna Levy.

### Beruf
Fritz Deinhard war in den 1920er Jahren am 1919 gegründeten Osnabrücker Symphonieorchester als Konzertmeister engagiert. Daneben begründete er zusammen mit Heinrich Graf von Wesdehlen und Max Menge ein Klaviertrio. Ihre klassische Zusammenstellung boten sie als Programm an: „Die historische Entwicklung des Klaviertrios von Schobert (1760) bis Pfitzner in 6 Abenden“. In der gleichen Fachzeitschrift erschienen die positiven Kritiken der angekündigten Veranstaltungen.

### Im Exil
Bereits im Frühjahr 1933, zu Beginn des neuen Regimes der Nationalsozialisten, konnte Fritz Deinhard als Mitglied der SPD die Brutalität der Machthaber hautnah miterleben. Annahme des Ermächtigungsgesetzes, Auflösung des Parlaments, Zerschlagung der Gewerkschaften und Verbot der SPD – es dauerte nur sechs Monate und die nationalsozialistische Diktatur hatte sich etabliert. Fritz Deinhard verließ Osnabrück und ging nach Paris, wohin seine Lebensgefährtin Levy bereits geflüchtet war. Seine offizielle Auswanderung ist für den 28. November 1933 vermerkt. 1937 emigrierte das Paar nach Rio de Janeiro. Dort hatte Fritz Deinhard für kurze Zeit ein Engagement in einem Streichquartett bekommen. 1948 verließ Fritz Deinhard Brasilien, das Paar konnte in die USA einreisen. Hanna Deinhard hatte inzwischen die gemeinsame existentielle Absicherung übernommen. Denn Fritz Deinhard, inzwischen 67 Jahre alt, fand als Cellist auch in New York keine Verdienstmöglichkeit mehr.
1956 begleitete Fritz Deinhard seine Frau nach Israel. Nur einen Monat nach der Ankunft starb er. Bei einem Besuch ihrer gemeinsamen Freundin Shlomit Elfriede Hoek, geborene Katzmann aus Osnabrück, erlitt Fritz Deinhard einen tödlichen Herzinfarkt.